# شالوده سنگ لاشه

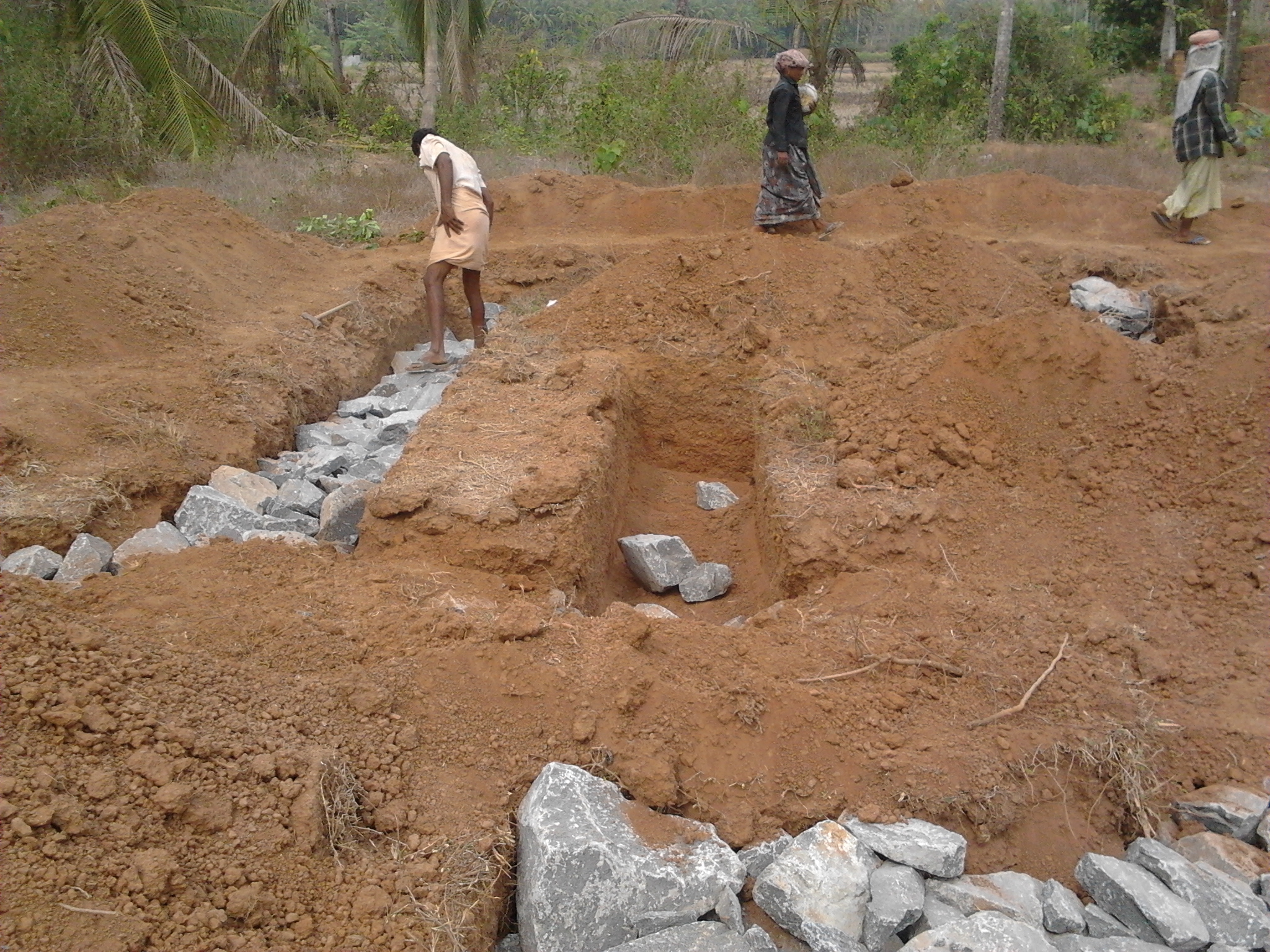
شالوده سنگ لاشه

شالوده سنگ لاشه، یک روش ساخت و ساز باستانی عمومی شده توسط معمار فرانک لوید رایت است، یک نوع فونداسیون، از سنگ‌های سست یا قلوه سنگ برای به حداقل رساندن استفاده از بتن و بهبود زهکشی می‌باشد.
از آنجا که تولید سیمان مستلزم استفاده از مقدار زیادی انرژی می‌باشد این بنیاد نسبت به انواع دیگر شالوده‌ها سازگار با محیط زیست گرفته شده است.
با این حال، برخی از محیط‌های خاکی برای این نوع از پی مناسب نیستند; به ویژه خاک‌های با تحمل بار زیاد یا ضعیف (<1 تن / SF). . یک فونداسیون گودال قلوه سنگ با یک درجه تیر (شعاع) بتن برای مناطق زلزله خیز توصیه نمی‌شود. .
این شالوده باید بارهای سازه‌ای بر آن تحمیل شده را تحمل کند و اجازه زهکشی مناسب آب زمین برای جلوگیری از گسترش، یا تضعیف خاک، و تاب مقاومت در برابر سرما را بدهد. در حالی که شالوده‌های بتنی رایج‌تر، برای اطمینان از زهکشی خوب خاک نیاز به اقدامات جداگانه‌ای دارد، فونداسیون گودال قلوه سنگ هردو عملکرد فونداسیون را در یک بار انجام می‌دهد.
یک گودال باریک زیر خط گچک (سرماریزه) حفر می‌شود. در حالت مطلوب، پایین گودال به آرامی به یک خروجی شیب داده می‌شود و سرازیر می‌شود. زهکشی کاشی درجه ۱ ": ۸' به نور روز است سپس در پایین گودال در بستری از سنگ محافظت شده توسط پارچه فیلتر قرار داده می-شود. سپس گودال با سنگ‌های غربال شده (به طور معمول ۱-۱\/۲ ") یا با قلوه سنگ‌های قابل بازیافت پر می‌شود. ، برای ایجاد پاک سازی زمین برای ساختمان، ممکن است سازه بتنی تقویت شده با فولاد در سطح ریخته شود.
اسلب (تخته) عایق شده درون تیرپایه ریخته می‌شود، سپس سطح خارجی تیر پایه وگودال قلوه سنگ باید با تخته فوم XPS سخت عایق شود، که باید بالای پایه ازتخریب مکانیکی و اشعه فرابنفش محافظت شود.
شالوده سنگ لاشه، سنگر نسبتاً ساده، کم هزینه، حافظ محیط زیست و جایگزین یک پی معمولی است، اما ممکن است مقامات ساختمان با آن آشنا نباشند که نیاز به تایید یک مهندس است.. فرانک لوید رایت آنها را با موفقیت در نیمه اول قرن ۲۰ برای بیش از ۵۰ سال مورد استفاده قرار داده است و احیای این سبک از شالوده با افزایش علاقه در ساختمان سبز وجود دارد.